# Ciechanowiec
Ciechanowiec je město ve východním Polsku v Podleském vojvodství v okrese Wysokie Mazowieckie. Je sídlem městsko-vesnické gminy Ciechanowiec. V roce 2024 zde žilo 4 372 obyvatel.